# 小堀訓男
小堀 訓男（こぼり のりお、1943年3月15日 - ）は、日本の政治学者。専門は国際政治学。特に国家の行動基準や国家安全保障論を研究。苫小牧駒澤大学第6代学長。
1966年3月、法政大学法学部卒業。1968年3月、同大学院社会科学研究科政治学専攻修了。その後、法政大学法学部通信教育課程インストラクター、近畿大学法学部や東京女学館短期大学国際文化学科で非常勤講師を経て、1972年4月、駒澤大学法学部専任講師。1975年4月、同法学部助教授。1991年4月、同法学部教授。2003年4月、同マス・コミュニケーション研究所所長（2009年3月まで）。2009年4月、同法学部長（2011年3月まで）・学校法人駒澤大学理事。2011年4月、苫小牧駒澤大学学長に就任、学校法人駒澤大学理事を併任。2013年3月、駒澤大学定年退職。2013年4月、駒沢看護保育福祉専門学校客員講師（2015年3月まで）。2013年5月、駒澤大学名誉教授。2015年3月、苫小牧駒澤大学退職。

## 著書
- 『東南アジアの宗教とナショナリズム』（しなの出版、1969年）
- 現代比較政治研究会編『政治学読本』（分担執筆、高文堂出版社、1971年）
- 奥原唯弘・小林正敏編『政治学講義』（分担執筆、成文堂、1972年）
- 志鳥学修と共著『国家安全保障の研究』（分担執筆、高文堂出版社、1973年）

## 注解
1. ↑  以下につき、小堀訓男教授. 略歴・主要業績参照。
2. ↑  大學新聞第55回 苫小牧駒澤大学 小堀 訓男 学長